# جمهوری آرتساخ
آرتساخ با نام رسمی جمهوری آرتساخ (ارمنی: Արցախի Հանրապետություն Arts'akhi Hanrapetut’yun) یا جمهوری قره‌باغ کوهستانی (ارمنی: Լեռնային Ղարաբաղի Հանրապետություն Lernayin Gharabaghi Hanrapetut’yun) کشوری دفاکتو در قفقاز جنوبی است که قلمرو آن در سطح بین‌المللی به عنوان بخشی از جمهوری آذربایجان به رسمیت شناخته شده است. بین سال‌های ۱۹۹۱ تا ۲۰۲۳، آرتساخ، کنترل بخش‌هایی از استان خودمختار قره‌باغ کوهستانی از جمله پایتخت آن استپاناکرت را در اختیار داشت و از جنگ دوم قره‌باغ تا حمله ۲۰۲۳ جمهوری آذربایجان به قره‌باغ کوهستانی، زمانی که ارتش آذربایجان کنترل مناطق باقی‌مانده تحت کنترل آرتساخ را به دست گرفت، منطقه‌ای مستقل در داخل آذربایجان بود. همچنین تنها مسیر دسترسی زمینی آن به ارمنستان پس از جنگ دوم قره‌باغ، از طریق گذرگاه لاچین به عرض ۵ کیلومتر بود که تحت نظارت نیروهای حافظ صلح روسیه قرار داشت.
منطقه عمدتاً ارمنی‌نشین قره‌باغ کوهستانی که سال‌های متمادی محل سکونت و تحت حاکمیت ارمنی‌ها بود، پس از استقلال ارمنستان و جمهوری آذربایجان از امپراتوری روسیه در ۱۹۱۸، مورد اختلاف آن‌ها قرار داشت. پس از تثبیت سلطه اتحاد جماهیر شوروی بر این ناحیه، این حکومت استان خودمختار قره‌باغ کوهستانی را درون جمهوری سوسیالیستی آذربایجان شوروی در سال ۱۹۲۳ ایجاد کرد. در واپسین سال‌های اتحاد شوروی، مجدداً منشأ بروز اختلاف بین ارمنستان و آذربایجان شد. رفراندومی در این ابلاست و استان همسایه شاهومیان در ۱۹۹۱، منجر به اعلام استقلال شد. نزاع قومی در پی قتل‌عام مردم ارمنی از سوی ارتش جمهوری آذربایجان منجر به جنگ قره‌باغ بین ۱۹۸۸–۱۹۹۴ شد، که به آتش‌بس و حفظ مرزهای کنونی ختم شد.

## نام
نام (قره باغ) برای نخستین بار می‌توان آن را در کتاب حمدالله قزوینی تاریخ‌نویس در سده ۸ ه‍.ق مشاهده کرد. نام منطقه در سنگ‌نبشته‌های اورارتو (دوران پادشاهی آیرارات) به صورت‌های «آرداخونی» یا «اوردخینی» و «اوردخه» قید شده‌است که نام جمهوری آرتساخ از آن مأخوذ است و سرزمینی به این نام در هزاره اول (پیش از میلاد) جزو پادشاهی آیرارات و سپس یرواندیان (دودمان اروندی) قرار داشت.
استرابون در (کتاب جغرافیای) خود قسمت سمت راست رود کورا (محل کنونی قره باغ) را با نام «ارخیستینا» (Orkhistene) به عنوان یک استان ارمنستان بزرگ-(ارمنستان = هایاستان) دانسته که به خاطر سوارکارانش شهرت داشته‌است.
در زمان سلطه حکومت روسیه شوروی کلمه «ناگورنو» (به روسی: Нагорный) (به معنی کوهستانی) به آن افزوده شده و نام این منطقه به منطقه «قره‌باغ کوهستانی» (به روسی: Нагорного Карабаха) تبدیل شده‌است.

## تاریخ

### پیش از اسلام
آرتساخ و به‌طور کلی قفقاز یکی از گذرگاه‌های ورود آریایی‌ها به ایران بوده‌است. آرتساخ در ابتدای حکومت مادها به زیر سلطه این پادشاهی درآمد و در زمان هخامنشیان نیز جزئی از ایران بود. پس از یورش اسکندر مقدونی و حکومت سلوکیان، بر سر این منطقه بین اشکانیان و رومی‌ها جنگ بود و این موضوع در زمان ساسانیان هم ادامه داشت.

### ورود اسلام
پس از اسلام این منطقه زیر نظر خلافت‌های اموی و عباسی قرار گرفت و بعدها حکومت‌های محلی قراباغ را تحت سلطه قرار دادند از جمله شروانشاهان. آرتساخ بعدها به تصرف سلجوقیان و خوارزمشاهیان درآمد.

### پس از حمله مغول

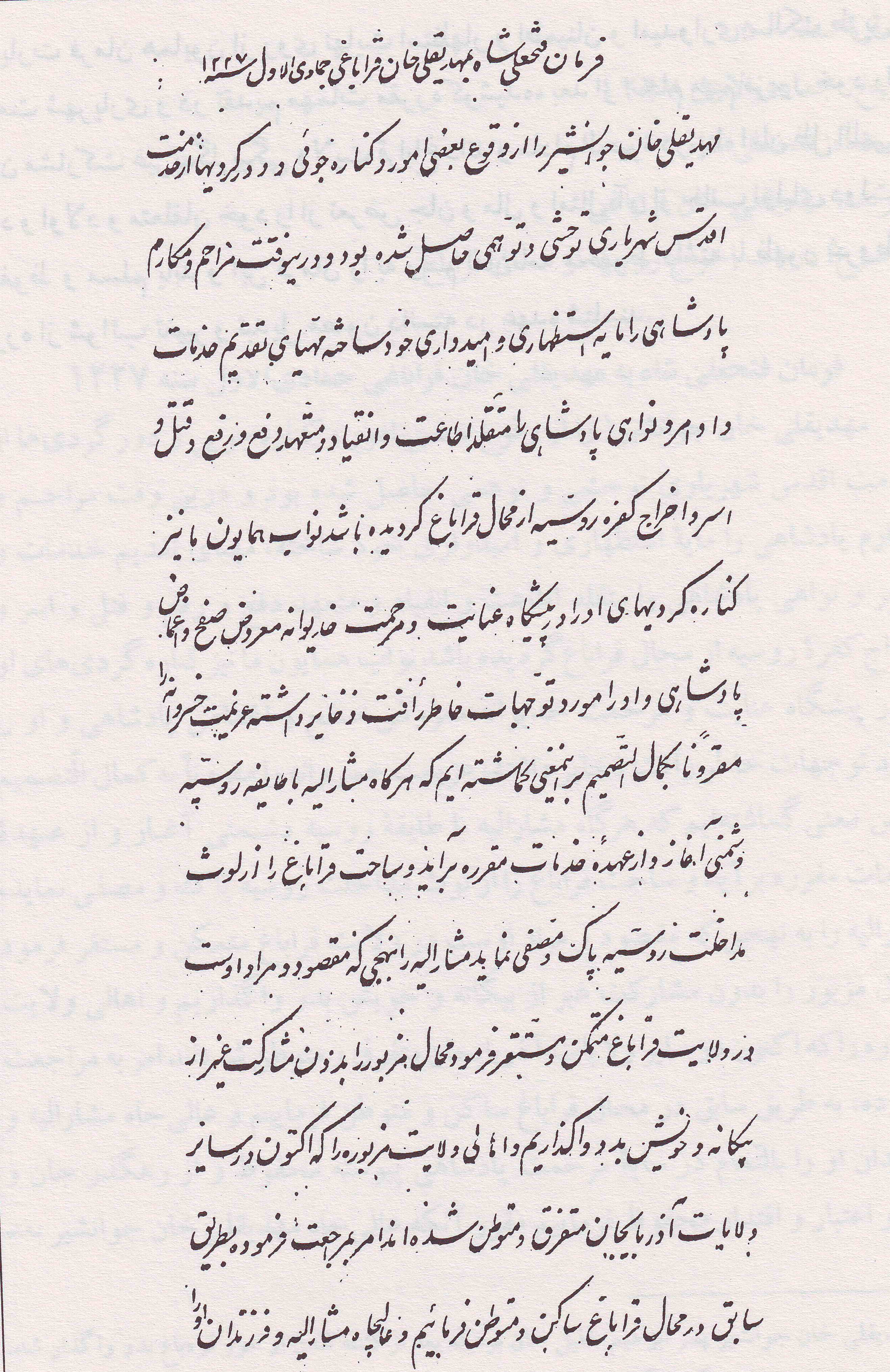
فرمان فتحعلی شاه به مهدی‌قلی خان جوانشیر دربارهٔ قراباغ

آرتساخ در زمان حملهٔ مغول و تاتار خسارات فراوانی دید و جزئی از حکومت ایلخانان شد. بعدها تیموریان و آق‌قوینلوها و قراقوینلوها این منطقه را به زیر فرمان خود آورندند تا اینکه شاه اسماعیل یکم آرتساخ را به عنوان جزئی از ایران تصرف کرد. پس از حملهٔ افغان‌ها به ایران، حکومت عثمانی آرتساخ را تصرف کرد اما نادر شاه طی جنگ‌های سنگینی آرتساخ را بازپس گرفت و خطر روسیه تزاری را نیز از آن منطقه رفع کرد.
پس از مرگ نادر شاه، حکومت‌های ایران توجهی به قفقاز و آرتساخ نشان ندادند و این مناطق به خودمختاری رسیدند. تا اینکه آقامحمد خان قاجار در سال ۱۱۷۴ آرتساخ را تحت حکومت مرکزی ایران قرار داد اما با وقوع جنگ‌های ایران و روس در زمان فتحعلی شاه و شکست ایران از روسیه تزاری، آرتساخ به همراه مناطق بسیاری از قفقاز در پیمان گلستان به روسیه ملحق شد.
آرتساخ در سال ۱۱۹۳ در پی جنگ‌های ایران و روسیه تزاری و انعقاد پیمان گلستان از ایران جدا شد.

### در زمان روسیه تزاری و شوروی و پس از آن
این ناحیه در زمان شوروی به عنوان یک جمهوری خودگردان زیرنظر جمهوری آذربایجان بود اما پس از فروپاشی اتحاد جماهیر شوروی و وقوع جنگ اول قره‌باغ به تصرف ارمنستان درآمد.

### جنگ اول قره‌باغ
جنگ اول قره‌باغ یا جنگ آزادی‌بخش آرتساخ، جنگی بود که از فوریه ۱۹۸۸ تا مارس ۱۹۹۴ در ناحیه قره‌باغ، واقع در جنوب غربی جمهوری آذربایجان، بین جمهوری آذربایجان و اکثریتمردم ارمنی ساکن با پشتیبانی ارمنستان رخ داد. با بالا گرفتن درگیری، هرکدام از طرفین سعی در پاکسازی قومی مناطق تحت تصرف خود از نژاد دیگر کردند.
در نتیجه این جنگ، بیش از ۳۵ هزار نفر کشته و بیش از ۸۰۰ هزار نفر در نواحی مورد مناقشه، آواره و مجبور به ترک وطن شدند. برای برقراری صلح دائمی و فراگیر در منطقه کوشش‌های متعددی به عمل آمد و طرح‌های صلح مختلفی ارائه گردید ولی هیچ‌یک به نتیجه عینی و مورد انتظار نرسید.
پس از اعلام آتش‌بس در ۲۴ دسامبر ۱۹۹۴ میلادی، شورای عالی قره‌باغ، روبرت کوچاریان را به عنوان نخستین رئیس‌جمهور قره‌باغ انتخاب نمود و در ۳۰ آوریل ۱۹۹۵ میلادی دومین دوره انتخابات پارلمانی قره‌باغ برگزار شد. نخستین دوره انتخابات در ۲۸ دسامبر ۱۹۹۱ صورت گرفت.

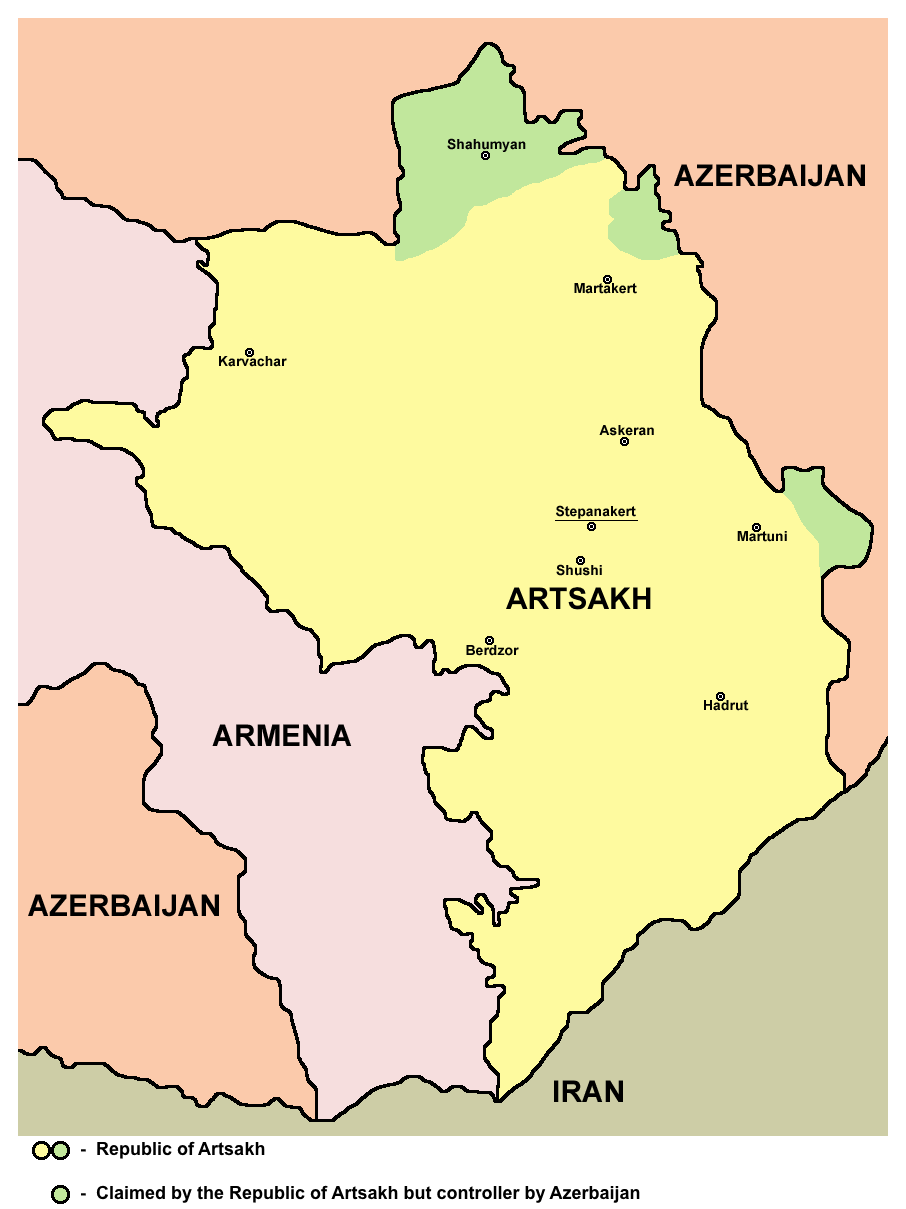
نقشه جمهوری آرتساخ (۱۹۹۴–۲۰۲۰)

| کشورهای همسایه       | کشورهای همسایه        | کشورهای همسایه |
| -------------------- | --------------------- | -------------- |
|                      | شمال جمهوری آذربایجان |                |
| شرق جمهوری آذربایجان |                       | غرب ارمنستان   |
|                      | جنوب ایران            |                |

## تأثیر فرهنگی
سرزمین جمهوری آرتساخ یا قره‌باغ کوهستانی در پیدایش و احیای ملت ارمنی و تاریخ سیاسی و فرهنگی آن نقش بسیار مهمی داشت.

### مدارس
در سده پنجم میلادی مسروپ ماشتوتس یک مدرسه در کلیسای معروف آماراس واقع در آرتساخ ایجاد نمود. در سده‌های ۱۰ تا ۱۳م آموزشگاه‌هایی در گاندزاسار، گدچا و دیگر نواحی آرتساخ فعالیت کرده‌اند.
در سده‌های ۱۹–۱۸م. در بسیاری از روستاها مدارس وابسته به کلیسا تشکیل شدند، و مدارسی که از دهه ۱۸۲۰ در شهر شوشی بنا شدند، نقش مهمی در آموزش و پرورش آرتساخ ایفا نمودند.
صنعت چاپ کتاب در شهر شوشی زودتر از ایروان، باکو و سایر شهرهای قفقاز جنوبی پدید آمد. علت این امر ارتباط نزدیک اهالی آرتساخ با مراکز علمی و فرهنگی اروپای غربی بود.
در سال ۱۸۲۷م، آ. دیتریخ و ف. زارمبا اعضاء میسیون‌های انجیلی شهر بازل در شوشی مدرسه و چاپخانه‌ای بنا کردند. در سال ۱۸۲۸ کتاب تاریخ کتاب مقدس در شوشی به چاپ رسید. سپس کتاب‌هایی در مورد تاریخ ارمنستان، زبان و ادبیات ارمنی و نیز کتاب‌های درسی و غیره به چاپ رسیدند. آن‌ها در مدت فعالیت مدرسه (۹–۸ سال) ۱۱۶۷۹ نسخه کتاب چاپ کردند. لیکن روسیه تزاری فعالیت آن‌ها را تعطیل نمود.
در سال‌های ۱۵–۱۹۱۴ در پهنه قره‌باغ کوهستانی ۴۹ مدرسه با ۴۰۱۰ شاگرد و ۷۹ معلم فعالیت داشت.
در دوران اتحاد جماهیر شوروی، مبارزه جدی با بی‌سوادی آغاز شد. در سال‌های ۷۶–۱۹۷۵ در ۲۰۵ مدرسه ۴۲ هزار دانش آموز در ۴ آموزشگاه فنی حرفه‌ای ۱۶۰۰ نفر، در ۵ مدرسه تخصصی متوسطه ۱۸۰۰ نفر، در انستیتوی تربیتی استپاناکرت ۱۶۰۰ دانشجو مشغول تحصیل بودند.
در سال ۱۹۸۷، تعداد مدارس ۱۹۵ با ۳۲ هزار دانش آموز و ۴۳۶۴ معلم (اکثریت دارای تحصیلات عالی)، تعداد مدارس متوسطه، ۸۱ عدد بود. در همین سال انستیتوی تربیتی استپاناکرت ۲۱۰۰ دانشجو داشت. پس از اعلام جمهوری در سال‌های اخیر، دانشگاه استپاناکرت تأسیس شد.

### نشریات
در دهه ۱۸۷۰ فعالیت نشریات گسترش یافت. به ویژه در سال ۱۸۷۴ نخستین شماره ماهنامه هایکاکان آشخار (به معنی دنیای ارمن) چاپ شد.
نشریه‌های دیگر عبارتند از:
«گوردز (به معنی کار، ۴–۱۸۸۲) سپس ماهنامه دانش آموزی تسیازان (به معنی رنگین کمان ۱۹۱۶). کنار خوسناک (به معنی چنگ سخنگو ۱۸۸۱). قاراباغ (۱۲–۱۹۱۱) هفته‌نامه شوسینسکی لیستوک (۱۹۱۱)، شوشینسکا باژیزن (۱۴–۱۹۱۳)، نسوک (به معنی حامی)، آزگاگراکان هاندس (به معنی نشریه قوم‌شناسی ۱۸۹۶) میوتیون (به معنی اتحاد ۱۹۱۳)، میراژ (به معنی سراب ۱۷–۱۹۱۳)، تسیتساق (به معنی خنده ۱۹۱۶)، نشریه سه روزه پایلاک (به معنی رعد ۱۷–۱۹۱۶)، سرینگ (به معنی نی ۱۹۱۷)، پایکار (به معنی پیکار ۱۹۱۶)، آشاکرد (به معنی دانش آموز ۱۹۱۷)، یراند (به معنی شوق ۱۹۱۷) و غیره.»
بدین ترتیب پیش از دوران شوروی ۲۱ عنوان نشریه در شوشی به چاپ رسیده بود که ۱۹ عنوان به زبان ارمنی و ۲ عنوان روسی بود.

### کتابخانه
ایجاد قرائت خانه‌ها، کتابخانه‌ها و انجمن‌ها به موازات سایر رشته‌های فرهنگی صورت گرفت. نخستین قرائت خانه در سال ۱۸۶۵ در شوشی، و در سال‌های ۱۸۷۸، ۱۸۸۸، ۱۸۸۹ کتابخانه‌های غنی تر در آنجا تأسیس شدند. در سال‌های دهه ۱۹۲۰ شبکه کتابخانه‌ها گسترش یافت. در سال ۱۹۲۴ بزرگ‌ترین کتابخانه منطقه بنام م. گورکی در استپاناکرت تأسیس شد.
تعداد کتابخانه‌ها در سال ۱۹۴۰ معادل ۶۶، در سال ۱۹۸۵ برابر با ۲۳۱ و شامل ۱٬۶۰۰٬۰۰۰ جلد کتاب بود.

### تئاتر

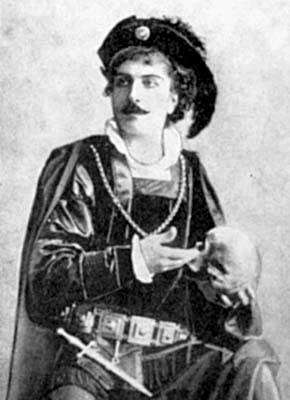
پتروس آدامیان بازیگر نامی ارمنی

هنر تئاتر در زمان‌های کهن در آرتساخ پدید آمد اما حیات فعلی آن از ژوئیه سال ۱۸۶۵ آغاز گردید. در این تاریخ هنرمندان اهل تفلیس (گ. چمشکیان، م. آمریکیان، س. مازرینیان) نمایش‌های وارتان مامیکونیان، شوشانیک، اشکولی وارژاپده و غیره را به صحنه بردند. از سال ۱۸۶۸ نمایش‌هایی در سالن منزل شخصی به نام هامبارسوم هاخومیان، مدرسه و کلیسا و باشگاه شهر اجرا گردید.
در سال ۱۸۸۲ در شوشی باشگاهی تأسیس شد که سالن مناسبی برای تئاتر داشت. در همین سال پتروس آدامیان بازیگر نامی ارمنی در شوشی در نقش هملت بازی کرد. از سال ۱۸۹۱ در شوشی تئاتر خاندامیریان فعالیت خود را آغاز نمود.
در سال ۱۹۰۰، سی و پنجمین سالگرد تئاتر شوشی جشن گرفته شد.

### موسیقی
هنر موسیقی مردمی آرتساخ بخش بارزی از موسیقی مردمی ارمنی بود و تأثیر و سنت‌های باستانی و سبک‌های گوناگون آن را در خود داشت. آرتساخ از نظر خوانندگان مردمی و موسیقیدانان مشهور بود؛ برای نمونه در ابتدای سده بیستم، شهر شوشی را کنسرواتوار ماورای قفقاز نامیدند.

## کلیساها و آثار تاریخی آرتساخ
صومعه آماراس

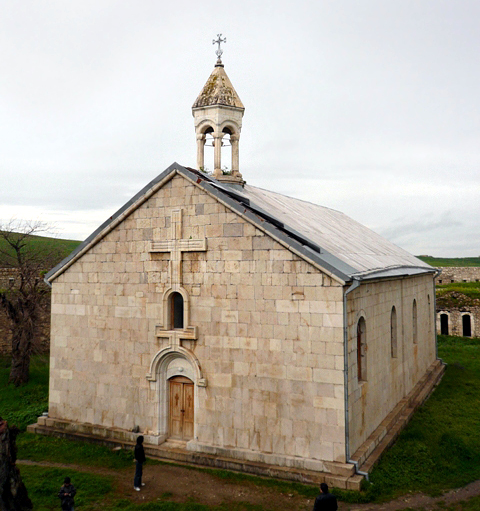
صومعهٔ آماراس

صومعهٔ آماراس در سده چهارم میلادی بنا شده‌است و در نزدیکی روستای ماچکالاشن در استان مارتونی جمهوری آرتساخ سابق قرار دارد.
بنا به روایت پاوستوس بوزاند، (تاریخ‌دان سده پنجم میلادی) گریگور روشنگر، (پایه‌گذار کلیسای ارمنی) کلیسایی را در این محل بنا نمود که در سده چهارم میلادی به صومعه تبدیل شد. مدفن گریگوریس مقدس، (نوهٔ گریگور روشنگر) که در سال ۳۳۸ میلادی در راه تبلیغ مسیحیت کشته شد، در این صومعه واقع است.
مسروپ ماشتوتس، در اوایل سده پنجم میلادی نخستین مدرسه برای تعلیم الفبا را در آماراس بنا نمود.
بنای کلیسای گریگوریس مقدس در این صومعه با کمک مالی ارمنی‌هأ شهر شوشی در سال ۱۸۵۸ میلادی با سنگ سفید بازسازی شد.
این صومعه با باروهای ضخیمی احاطه شده بود و در صورت وجود خطر، به یک دژ تبدیل می‌شد که در آن مردم جمع شده در برابر دشمن مقاومت می‌کرد. به همین دلیل صومعهٔ آماراس به دفعات توسط سلجوقیان و تاتارها و مغولان ویران گشته اما همیشه سریعاً مورد بازسازی قرار گرفته و آباد شده‌است.
در زمان لشکرکشی تیمور لنگ در اواخر سدهٔ چهاردهم میلادی آماراس به شدت ویران شد، اما صومعه مقر اسقفی خود را از دست نداد. در سده‌های پانزدهم تا شانزدهم حتی در شرایط وخیم، آماراس به عنوان یک مرکز دینی که دارای حیات فرهنگی فعالی بوده، باقی می‌ماند. در اینجا مدرسه بی‌وقفه فعالیت می‌کرد، نسخ خطی گرانبهایی ایجاد می‌شدند که خیلی از آن‌ها به ما رسیده‌است.
کلیسای اصلی این صومعه از سنگ‌های خوش‌تراش خاکستری رنگ روشن سنگ معدن شوشی ساخته شده‌است. طول سالن این کلیسا ۲۳ متر و عرض آن ۳۳/۱۳ متر است. باروهای آن و نیز بخش اعظم تأسیسات جانبی صومعه برجای مانده‌است.
«چلیپاسنگ که در آماراس یافت شده‌است با کتیبه‌ای که بر روی خود دارد، سال ۹۲۵ میلادی بر روی آن درج شده‌است. بدین ترتیب این صلیب‌سنگ در زمرهٔ کهن‌ترین آثار تاریخی است که بر روی آن‌ها تاریخ درج شده‌است.»

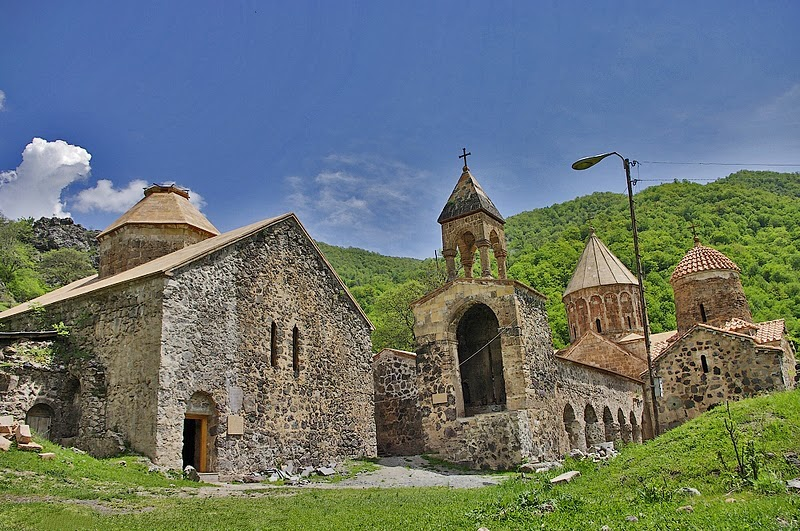
صومعهٔ دادی وانک
این صومعه که بزرگ‌ترین صومعهٔ ارمنی در منطقهٔ قفقاز است، در سده‌های نهم تا سیزدهم میلادی بنا شده‌است و در استان شاهومیان آرتساخ قرار دارد.
نخستین کلیسا در محل این صومعه روی مزار دادی مقدس، شاگرد تادئوس مقدس(یکی از حواریون حضرت عیسی مسیح) که در سده اول میلادی در شرق ارمنستان به گسترش مسیحیت می‌پرداخت، پایه‌گذاری شده‌است.
در ژوئن سال ۲۰۰۷ قبر دادی مقدس زیر محراب کلیسای اصلی این صومعه کشف شد.
روی دیوارهای کلیسای جامع دادی وانک که (آستواتساتسین مقدس) نام دارد سنگ نوشته‌های ارمنی وجود دارد. همچنین مدفن خاندان حکومتی ارمنی
خاچن علیا در این کلیسا می‌باشد. حجاری‌های سر در جنوبی کلیسای جامع بیانگر آن است که این بنا در سده سیزدهم میلای ساخته شده‌است.
در ۸ اکتبر ۲۰۰۱ جمعی از نمایندگان شورای اروپا با صدور بیانیه‌ای تخریب صومعهٔ دادی وانک توسط جمهوری آذربایجان را محکوم نمودند. این صومعه در سال‌های اخیر توسط ارمنی‌ها مورد بازسازی قرار گرفت.
صومعه گاندزاسار

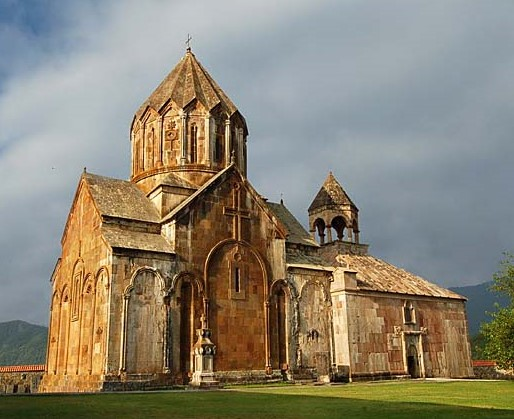
صومعهٔ گاندزاسار

بنای کنونی آن مربوط به سده سیزدهم میلادی است و در نزدیکی روستای وانک در استان مارتاکرت واقع است.
بقایای زکریای مقدس، پدر یحیی تعمیددهنده، در صومعهٔ گاندزاسار نگهداری می‌شود.
بنا بر آثار بسیاری از مورخان قرون وسطی، از جمله یرمیا چلبی، این صومعه توسط گریگور روشنگر در سده چهارم میلادی پایه‌گذاری شده‌است. گاندزاسار در سال‌های ۱۴۰۰ تا ۱۸۱۶ یکی از مقرهای کلیسای مرسلی ارمنی بوده و مقر اسقف اعظم پارکو ماردیروسیان، خلیفهٔ ارمنی‌ها آرتساخ بود.
کلیسای یحیی تعمیددهنده مقدس
این صومعه بین سال‌های ۱۲۱۶ و ۱۲۳۸ میلادی به دستور واختانگیان، حاکم ارمنی استان خاچن آرتساخ بنا شد و به اعتقاد بسیاری از کارشناسان، یکی از نمونه‌های بی‌نظیر معماری ارمنی محسوب می‌شود. آناتولی یاکوبسون، کارشناس هنر قرون وسطی، این صومعه را دائرةالمعارف هنر ارمنی در سده سیزدهم میلادی نامیده‌است.
سنگ‌نوشتهٔ مربوط به ساخت این کلیسا روی دیوار غربی آن قرار دارد و مقبرهٔ حکام ارمنی خاچن در همین کلیسا می‌باشد. در مجموع حدود دویست سنگ‌نوشتهٔ ارمنی در صومعهٔ گاندزاسار وجود دارد.
در اواخر سده ۱۲ و اوایل سده ۱۳ میلادی معماری ارمنی دوباره شکوفا شد و صومعه‌های ارمنستان از جمله گاندزاسار به مراکز هنر، معماری و محل کتابت و تصویرنگاری دست نوشته‌های ارمنی بدل شدند.
در محوطهٔ این صومعه تعداد زیادی صلیب‌های سنگی قدیمی چلیپاسنگ وجود دارد.
کلیسای یحیی مقدس همانند کلیسای آختامار در جزیرهٔ آختامار دارای حجاری‌های متعدد از جمله حضرت عیسی روی صلیب، آدم و حوا و غیره است.
صومعه تسیتسرناوانک

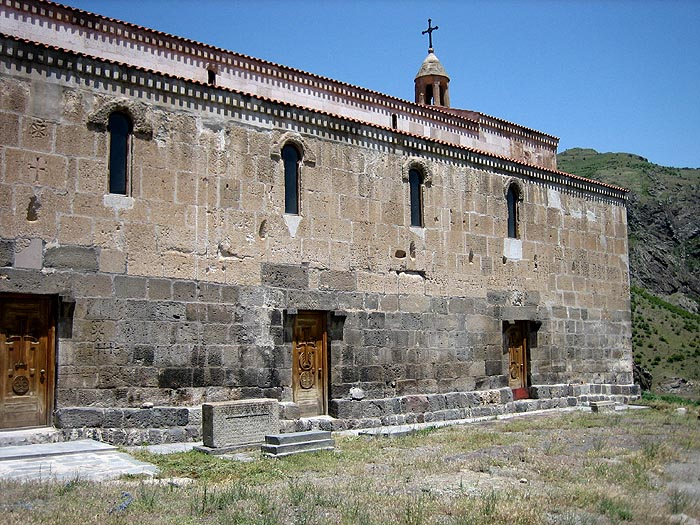
صومعهٔ دزیدزرناوانک

«صومعهٔ تسیتسرناوانک» در استان کاشاتاق بر حاشیهٔ روستای زیزرناوانک در ساحل راست رود آقاونی واقع است.
این صومعه نقش ارزشمندی نه فقط برای ارمنستان بلکه برای کل جهان مسیحیت ایفا نموده‌است. انگشت کوچک (زیزرن) پطرس حواری در این صومعه نگهداری شده‌است و نام زیزرناوانک از همین‌جا منشأ گرفته‌است.
صومعهٔ تسیتسرناوانک با ویژگی‌های خود و تزئینات منحصربفرد خود یکی از بناهای مهم معماری ارمنی قرون وسطایی می‌باشد. آن سازه‌ای به سبک بازیلیک و تالار سه قسمتی، پلان زیربنایی مستطیل شکل با چهار جفت ستون است و در فضای این بنا، از بیرون تأکید بر روی تالار قسمت میانی می‌باشد. آن از ضلع جنوبی دارای چهار درب می‌باشد. در بین کلیساهای مشابه ارمنی، آن تنها نمونه‌ای است که به‌خوبی محفوظ مانده و برجای ایستاده‌است. احتمالاً کلیسا بر روی فونداسیون معبد بت‌پرستی بنا شده‌است. مرحله اول ساخت و ساز آن در سده چهارم میلادی آغاز شده‌است.
سنگ‌نوشتهٔ قدیمی مربوط به بازسازی این صومعه از سال ۱۶۱۳ میلادی توسط مقامات جمهوری آذربایجان در سال‌های ۱۹۸۹ تا ۱۹۹۲ میلادی نابود شد. پیشتر نیز حکومت جمهوری سوسیالیستی آذربایجان شوروی در سال ۱۹۶۷ سنگ‌نوشتهٔ دیگری را که مربوط به سال ۱۷۷۹ بود تخریب کرده بود.

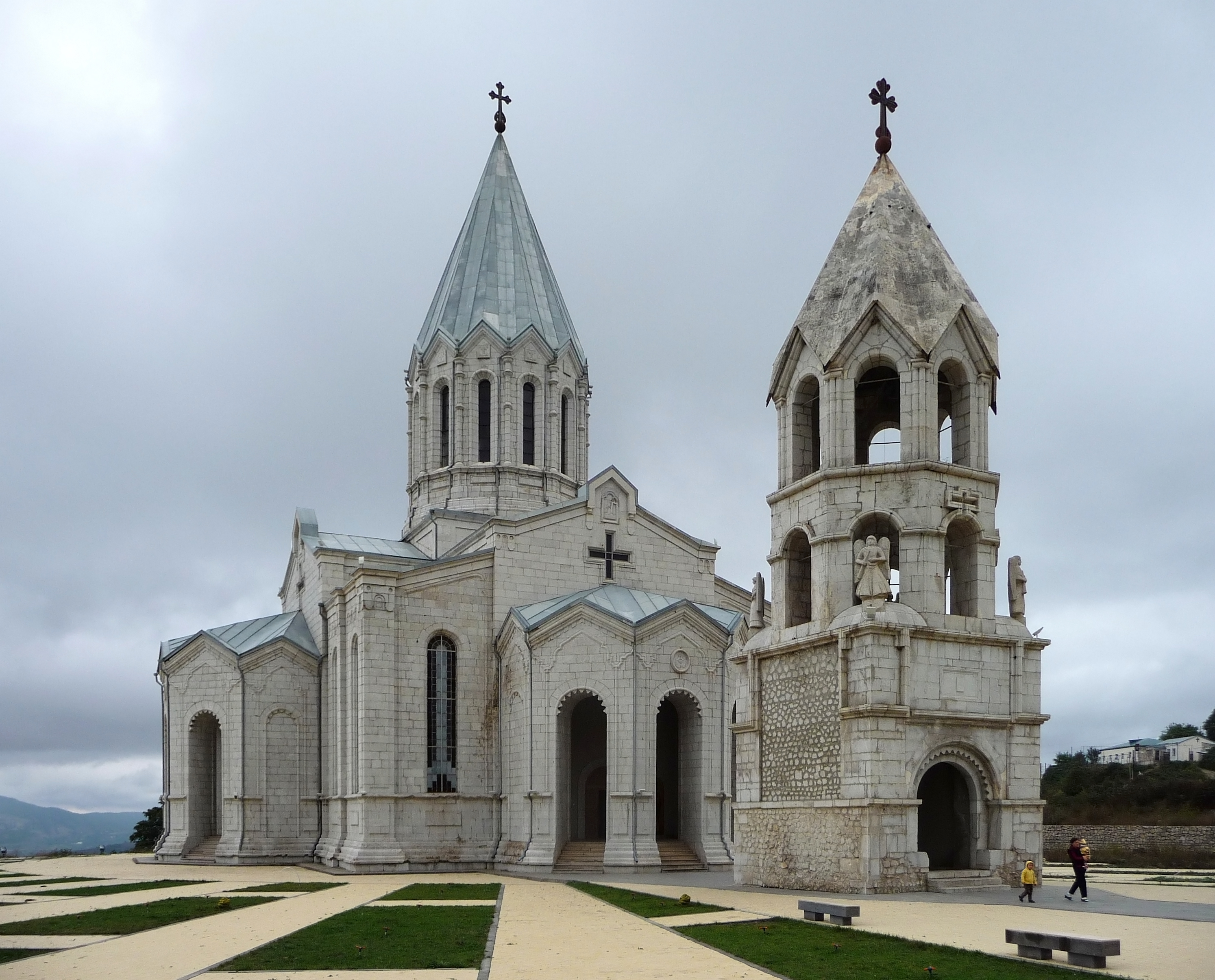
کلیسای جامع شوشی

کلیسای جامع شوشی و کلیسای کاناچ ژام
کلیسای قازانچتسوتس آمناپرگیچ مقدس (کلیسای جامع شهر شوشی) افتخار و غرور شهر شوشی می‌باشد. بنای کنونی آن در سال‌های ۸۷–۱۸۶۸ تأسیس شد و در شهر شوشی قرار دارد.
این کلیسا به همراه کلیسای کاناچ ژام(به زبان ارمنی به معنی کلیسای سبز) تنها کلیساهای ارمنی شوشی هستند.
بعد از سال ۱۹۲۰، جمهوری آذربایجان شوروی، از آن به عنوان انبار غله و پارکینگ استفاده می‌نمود. در طول جنگ اول قره‌باغ نیز مقامات جمهوری آذربایجان به دلیل اطمینان از عدم مورد حمله قرار گرفتن آن از سوی نیروهای ارمنی از آن به عنوان انبار مهمات استفاده می‌نمودند.
- کلیسای سبز (کاناچ ژام)

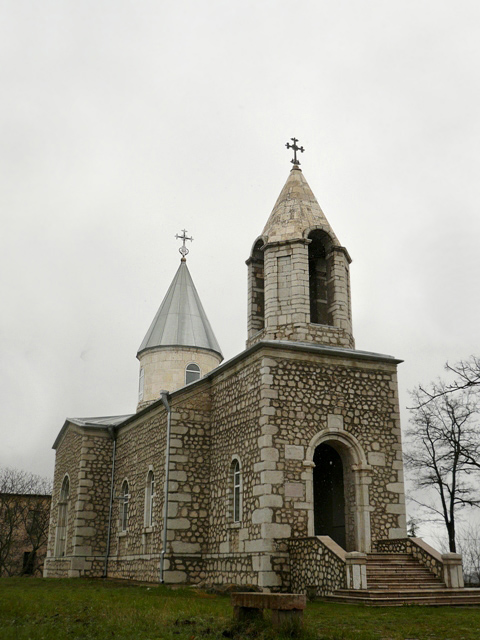
کلیسای سبز

کلیسای سبز در شهر شوشی کانون فرهنگی مهم ارمنی‌ها در قرون وسطی است. نام کلیسای سبز به گنبد آن مربوط می‌شود که به رنگ سبز رنگ‌آمیزی شده‌است.
این کلیسای زیبا که به خوبی محفوظ مانده و در ناحیه مرتفعی از شهر قرار دارد و از آنجا منظره بسیار فوق‌العاده‌ای به سمت شهر دیده می‌شود. در کتیبه‌های مربوط به ساخت و ساز آن آمده‌است که این بنا در سال ۱۸۷۴ ساخته شده‌است.
به سبب ناقوس‌خانه و گنبد خوش فرم آن، کلیسای سبز از کلیهٔ محله‌های شهر قابل رویت است.
- کلیسای گتچاوانک[۳۲]

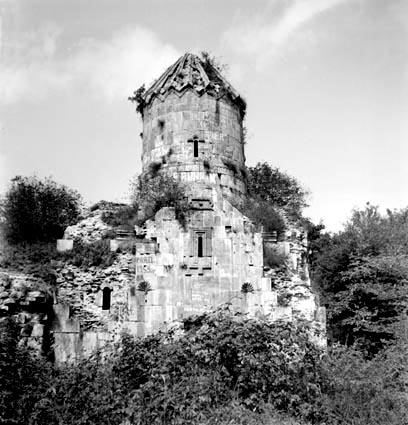
کلیسای گتچاوانک

کلیسایی قرون وسطایی گتچاوانک در نزدیکی روستای تاق استان هادروت جمهوری آرتساخ سابق واقع بود.
در سال ۱۲۴۱ میلادی ساخته شده‌است.
- صومعه یریتس مانکانانتس[۳۴]

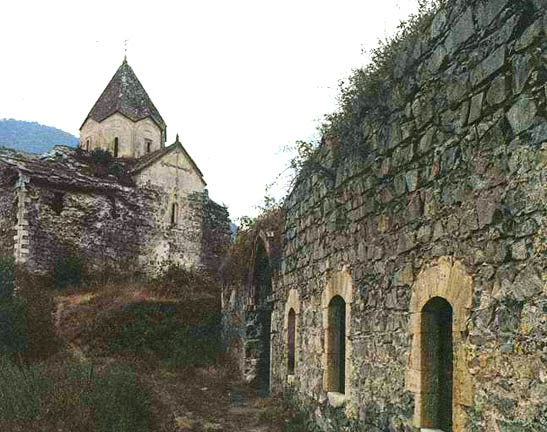
صومعهٔ یریتس مانکانتس

این صومعه در سال ۱۶۹۱ میلادی توسط خاندان ملیک ایسرائلیان، از ملیک‌های قره‌باغ، حکام ارمنی جرابرت آرتساخ بنا شده‌است و در استان مارتاکرت قره‌باغ قرار دارد.
- صومعه یغیشه آراکیال[۳۵]

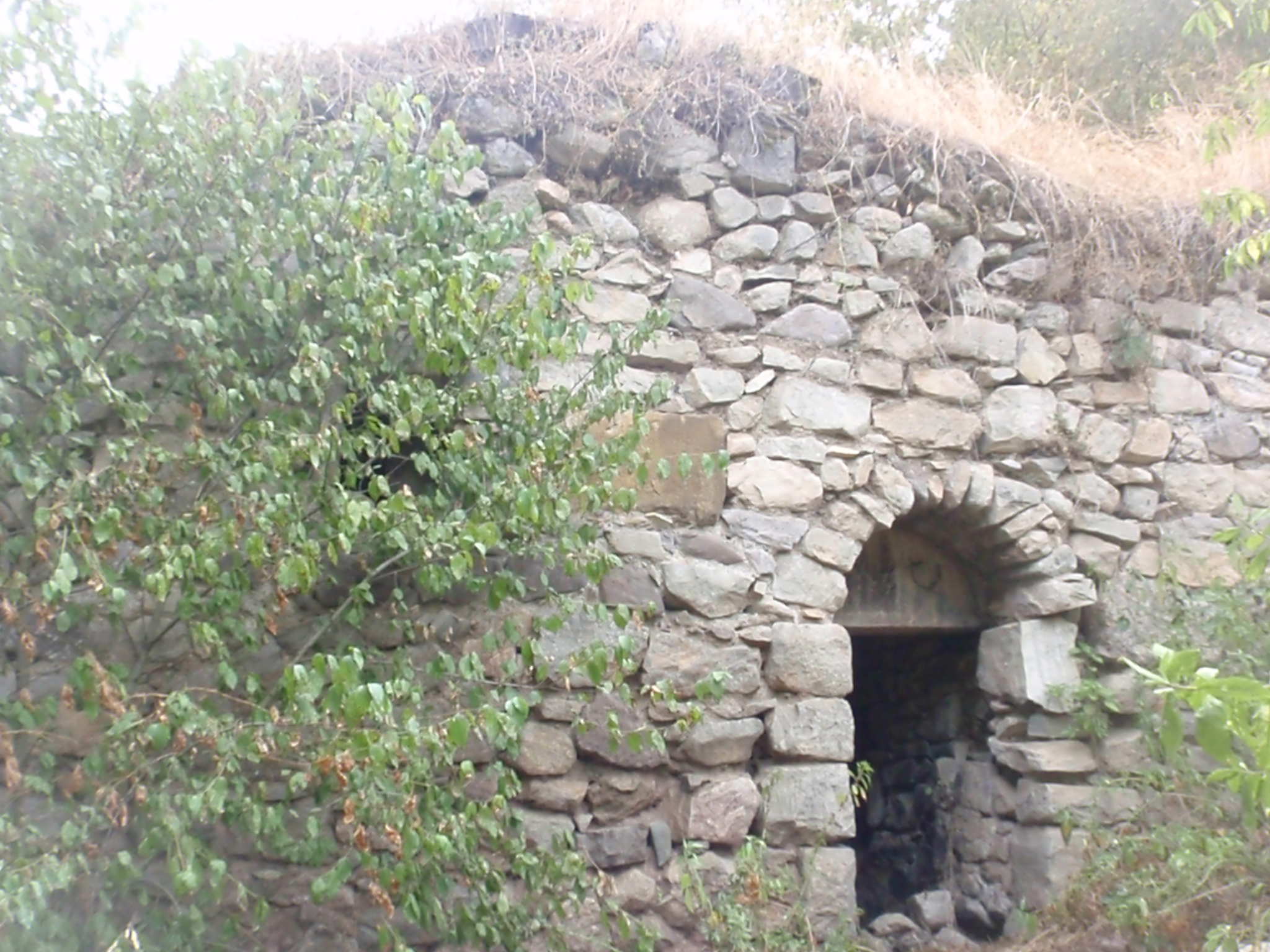
یقیشه آراکیال وانک

متعلق به سدهٔ پنجم میلادی در مارتاکرت.
- صومعهٔ کارمیراوانک[۳۶]

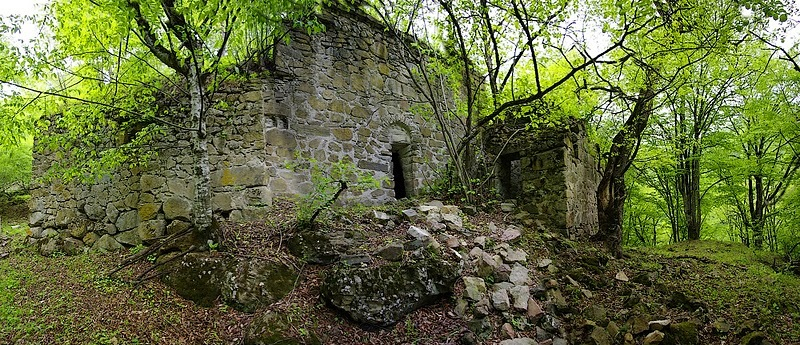
صومعهٔ کارمیراوانک

متعلق به سدهٔ سیزدهم میلادی در مارتاکرت.
- صومعهٔ هاکوباوانک[۳۷]

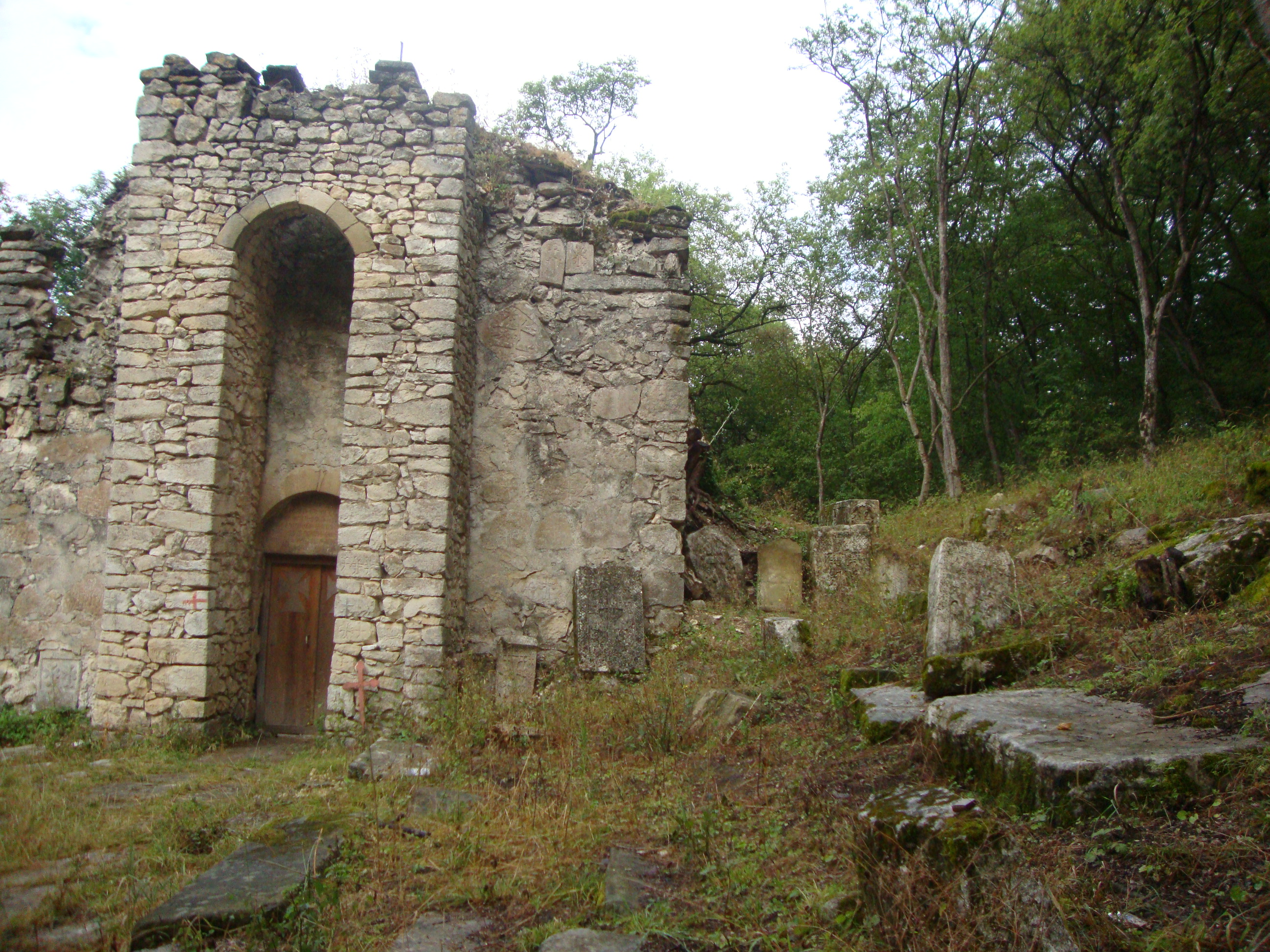
صومعه هُرِکاوانک

متعلق به سدهٔ هفتم میلادی در مارتاکرت.
- صومعهٔ هُرِکاوانک[۳۸]

متعلق به سدهٔ سیزدهم میلادی در نزدیکی روستایی به نام تالیش.
- قلعه کاچاغاکابرد[۳۹]

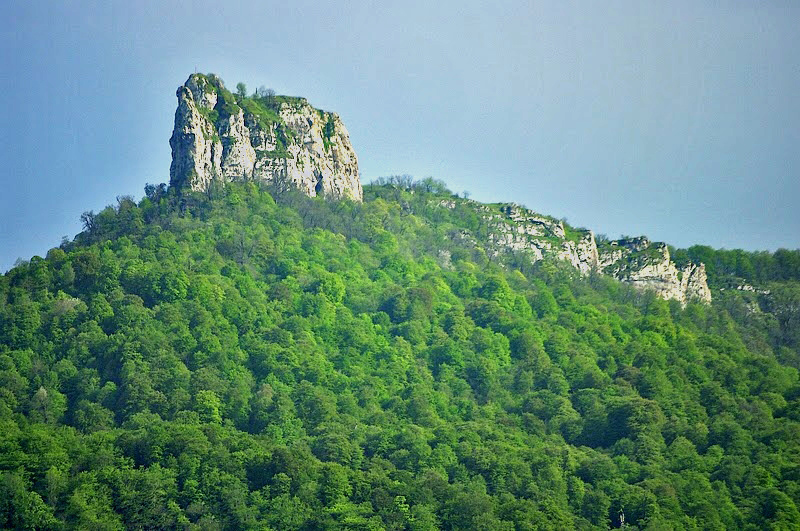
قلعهٔ کاچاقاکابرت

در کوهستان‌های مرتفع و پوشیده از جنگل، ناممکن است قلهٔ کوهی را که به‌طور ناگهانی سر برافراشته و از همه اطراف خود با صخره‌های عمودی محصور می‌باشد، متوجه نشد.
قلعهٔ کاچاغاکابرد میان روستاهای پترتسیک و کولاتاک واقع است. قلهٔ کوهی که این قلعه بر روی آن واقع است، از ده‌ها کیلومتر دورتر قابل تشخیص است. به‌خصوص آن در حین عبور از جاده‌ای که از استپاناکرت به گاندزاسار منتهی می‌شود، به چشم می‌خورد.
معماری:
«قلهٔ کوه از طرفین غربی، شمالی و شرقی به‌واسطه صخره‌های صاف و عمودی به ارتفاع ۵۰–۶۰ متر احاطه شده‌است. طرف جنوبی نسبتاً طرف ضعیف آن می‌باشد که ورودی نیز در اینجا قرار دارد. اما ورود به این دژ بسیار دشوار است چون ورودی به آن صورت وجود ندارد. بدون بالا رفتن رسیدن به بارو ناممکن است. وقتی از دور نگاه می‌کنی، محوطهٔ قلعه کوچک به نظر می‌رسد، اما در واقع آن به اندازهٔ کافی بزرگ است. در قدیم‌الایام اقامتگاه‌های متعدد، مسیرهای مخفی حفر شده در دل صخره، محل پرتاب گلوله‌های سنگی و آتشین، در اینجا وجود داشتند. همچنین به سیستم آبرسانی نیز توجه شده بود. دو آب‌انبار که در دل صخره حفر شده بودند و با آب باران پر می‌شدند، در قسمت مرکزی قلعه محفوظ مانده‌است.»
تاریخ آن:
<<این بنا متعلق به سدهٔ هشتم میلادی می‌باشد. در هنگام لشکرکشی اعراب این جزیرهٔ سنگی ساخته شد و به یک قلعه تبدیل شد. در برخی منابع، این مرکز دفاعی باستانی با نام قلعهٔ خاچن نیز ذکر می‌شود.
به دفعات قلعهٔ کاچاقاکابرت از ساکنان روستاهای اطراف محافظت کرده‌است. به گفتهٔ مؤسس کاغانکاتواتسی، در سده نهم میلادی شاهزاده خانمی بنام اسپرام با از دست دادن شوهر خود، شجاعت یک مرد را به‌دست می‌آورد، دخترش را که با او زنده مانده بود، برمی‌دارد بر مسیر طولانی شب هنگام غلبه می‌کند و در داخل قلعهٔ خاچن پناه می‌گیرد.
در داخل این قلعه به سبب اینکه مطلقاً دست نیافتنی است و از موقعیتی مسلط برخوردار است، حتی می‌توان بدون سلاح به دفاع پرداخت. تصادفی نیست که مردم قلعه را کاچاقاکابرت (قلعهٔ زاغ‌ها) نامیده‌است. چون فقط برای زاغ‌ها در دسترس بوده‌است. ساکنان بومی این قلعه را با نام سقسقان (لغزنده) می‌شناسند، چون موارد بسیاری اتفاق افتاده که افراد از قله کوه سر خورده و به باروی آن نرسیده‌اند.>>
- غار آزوخ[۴۲]

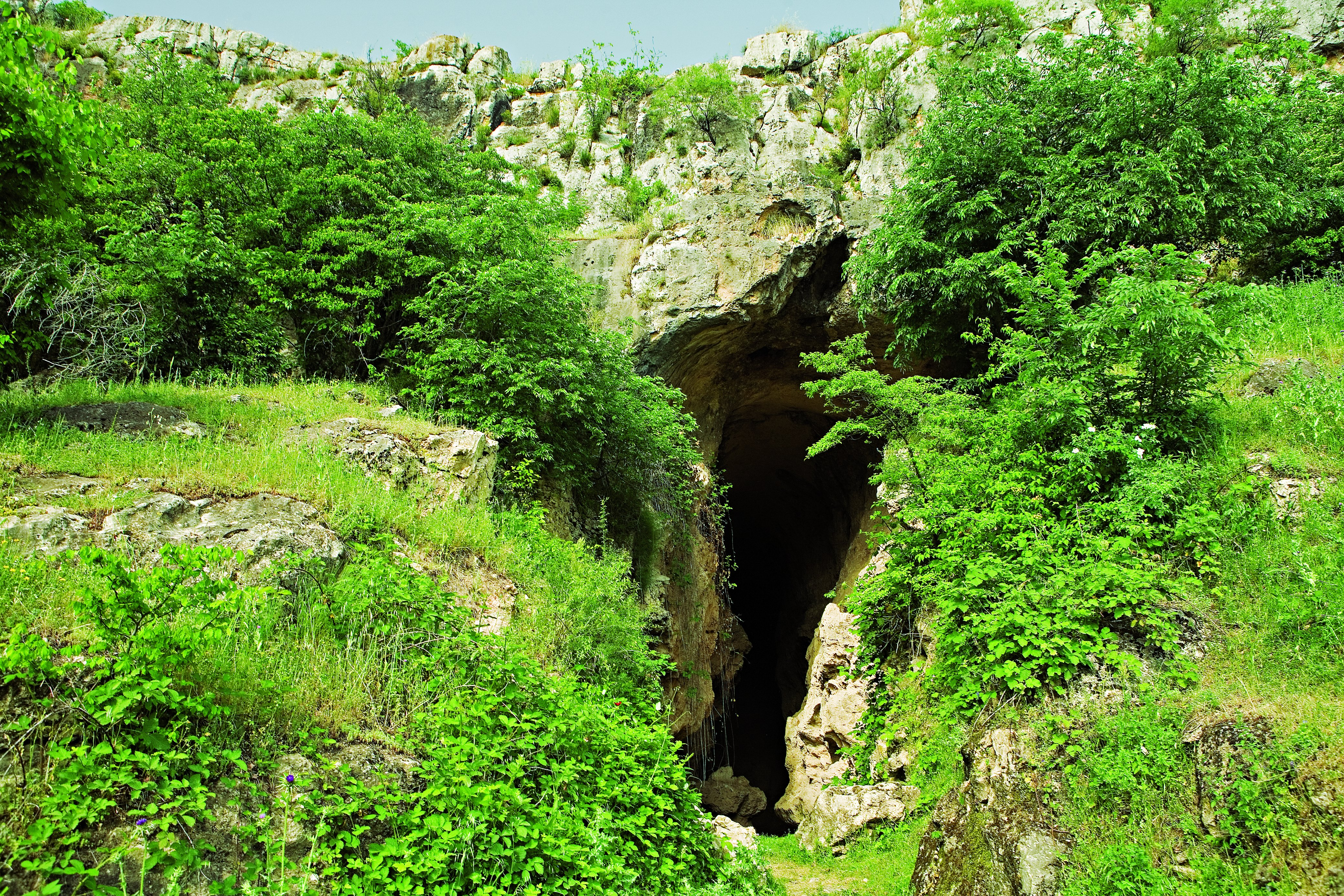
غار آزوخ

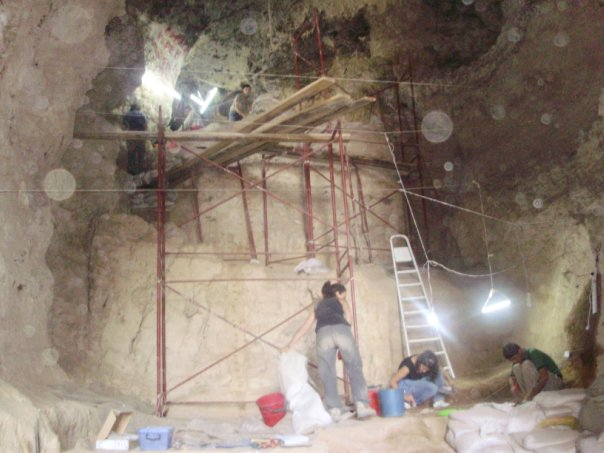
داخل غار آزوخ

غاری که میان روستاهای آزوخ و دراختیک استان هادروت قره‌باغ قرار دارد، یکی از قدیمی‌ترین اماکن مسکونی عصر سنگ قفقاز به‌شمار می‌رود. تاریخ‌دانان ارمنی قدیم از غار آزوخ زیاد یاد کرده‌اند. در زمان لشکرکشی‌های مغولان و تاتارها اربابان آماراس، ثروت‌های قره‌باغ را در اینجا پنهان می‌نمودند.
برای مدت زیادی این غار دارای اسرار و رازهای زیادی بود، تنها از سال‌های دههٔ ۱۹۶۰ بود که دانشمندان باستان‌شناس تحقیق در مورد آن را آغاز کرده‌اند. این اثر طبیعی باستانی ورودی‌ها و خروجی‌هایی از شش سالن پر پیچ و خم داشته‌است. بزرگ‌ترین سالن آن مساحتی بالغ بر ۳٬۰۰۰ مترمربع را دربر می‌گیرد. دیوارهای سالن بزرگ مدور دارای سطح عجیب و غریبی هستند، گویا مارهایی به آن‌ها چسبیده‌اند. در صورت روشنایی شدید، تزئینات آن آنچنان می‌درخشند که گویی در قصری شگفت‌انگیز قرار دارید. سنگ‌های استالاگمیت و گلفهشنگ بزرگی که انسان را بیاد قندیل‌های یخی می‌اندازند، زیبایی بیشتری به این قصر شگفت‌انگیز می‌بخشد.
در اینجا، نخستین بار بقایای فسیل‌های گیاهان و جانوران، آثار هنری انسان‌های اولیه و ابزار سنگی که قدمت آن‌ها به بیش از هفتصد هزار سال می‌رسد، از دوران زمین‌شناسی آسیلی (Asselian) یافت شده‌اند.
راهروهایی به سمت‌های مختلف از این سالن امتداد یافته‌اند. راهروی شرقی سالن بزرگ را به سالن‌های دیگر متصل می‌کند. وضعیت این راهرو تا حدودی سر و سامان یافته‌است و تأثیر کار انسان در اینجا به چشم می‌خورد.
سالن سوم از چند متری آن آغاز می‌شود. طاق‌های مزین به قندیل‌های گلفهشنگ سالن را به چند قسمت تقسیم می‌کنند. کف آن ناهموار است و در جای-جای آن گودال‌های آبی کوچک تشکیل شده‌است. همچنین شکاف‌های عمودی در غار دیده می‌شوند و سنگ‌های استالاگامیت سربر افراشته‌اند. پله‌ها و شکاف‌های پیچیده‌ای در میان دیوارها باز شده‌است. اشیای سفالین گوناگون، سنگ‌های پرداخت شده، صدها استخوان جانوران در اینجا کشف شده‌است. معلوم می‌شود که انسان‌های اولیه دارای غذاهای گوناگونی بوده‌اند. دانشمندان از درون بقایای غذاها بقایای آنچنان جانورانی را پیدا کرده‌اند که نسل آن‌ها از دیرباز منقرض شده‌است.
برخلاف سالن‌های دیگر، سالن بعدی یعنی سالن چهارم دارای کفی صاف و بسیار خشک می‌باشد، چون آب‌های زیرزمینی به اینجا نفوذ نمی‌کنند. سالن تنها یک ورودی دارد و آثار کارهای انسانی در اینجا برجسته‌تر می‌باشد. به احتمال زیاد این سالن به عنوان نوعی انبار یا مخفیگاه مورد استفاده قرار می‌گرفته‌است. از اینجا راهرو به طرف جنوب غربی می‌رود و به ورودی جنوبی غار منتهی می‌شود.
در نزدیکی ورودی، باستان‌شناسان تکه‌ای از فک فوقانی انسان غارنشین نئاندرتال متعلق به دوران زمین‌شناسی موستری را در عمق ۷ متری کشف کرده‌اند. این تکه آروارهٔ انسان از نظر ساختار و ترتیب قرارگیری دندان‌ها به‌طور قابل ملاحظه‌ای با فک انسان‌های امروزی تفاوت دارد. مطالعات دقیق نشان داده‌است که بقایای دندان عقل و دو دندان دیگر بر روی این فک محفوظ مانده‌است. کشف فک نخستین ساکن غار آزوخ دارای اهمیت بسزایی است.
فک انسان غارنشین که در اطراف استان هادروت آرتساخ پیدا شده، در ادبیات علمی زیر شماره پنج طبقه‌بندی شده‌است.
غار آزوخ نه فقط از نظر احیای ساختار انسان غارنشین اهمیت بسزایی دارد، بلکه همچنین این دیدگاه را تأیید می‌کند که قلمرو ارمنستان در داخل دوران کواترنری و اسکان اولیهٔ انسان جای می‌گیرد.
افزون بر چهار سالن توصیف شده، بعدها دو سالن دیگر نیز کشف شدند. طول مسیرهایی که از این غار اسرارآمیز عبور می‌کنند، بنا بر داده‌های ناکامل، بیش از ۳۰۰ کیلومتر است. بیش از ۲۰ هزار استخوان متعلق به ۴۳ نوع حیوان مختلف، حدود ۶ هزار ابزار سنگی و اشیای دیگر و همچنین سازه‌هایی از قرون وسطا نیز در این غار یافت شده‌است.
البته تاکنون کلیه اسرار این غار برملا نشده‌است. این غار که هزاره‌های متعددی به عنوان مکان مسکونی باستانی وسیع فعالیت کرده‌است، مکرراً مورد مطالعه قرار می‌گیرد و هربار پژوهشگران را غافلگیر می‌کند.
- قلعه شوشی

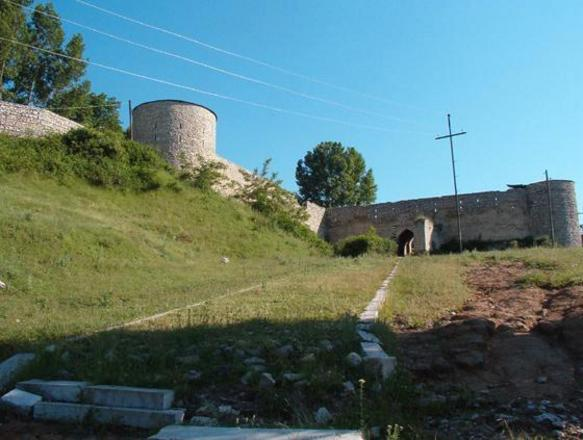
قلعهٔ شوشی

قلعهٔ شوشی (سده هجدهم) به ملیک‌های قره‌باغ خاندان شاه‌نازاریان – حکمرانان واراندا – تعلق دارد.
دیوارهای باروها تا فاصلهٔ ۲٫۵ کیلومتری امتداد یافته، از صخره‌های بلندی واقع در جنوب غربی زمین مسطح و مرتفع فوق شروع شده، از دامنه‌های سراشیب به سمت دره پائین می‌آیند و از شرق مجدداً با صخره‌های بلند عمودی ادغام می‌شوند. الباقی طرفین شوشی به‌واسطهٔ صخره‌های شیب‌داری مصونیت یافته‌است.
این باروها که برای تجهیزات نظامی دوران کهن غیرقابل دسترسی بودند، از سنگ آهک ساخته شده‌است.
دیوارهایی که ارتفاع آن‌ها به ۷–۸ متر می‌رسید، به‌وسیلهٔ برج‌های نیم‌دایره‌ای تقویت شده بودند.
این قلعه شهر به‌مانند دیگر بناهای مشابه آرتساخ در قرون وسطی دارای یک مسیر مخفی بوده‌است. پلکانی که در دل صخره‌ها حفر شده‌است، در نزدیکی دروازه‌های جنوبی آغاز می‌شد و با عبور از میان پیچ و خم‌های غارها، در درهٔ رود کارکار بیرون می‌آمد. غارهای متعددی که در جنوب استحکامات قرار دارند، نقش بسزایی را در سیستم دفاعی شوشی ایفا کرده‌اند.
- قلعه مایرابرت[۴۶]

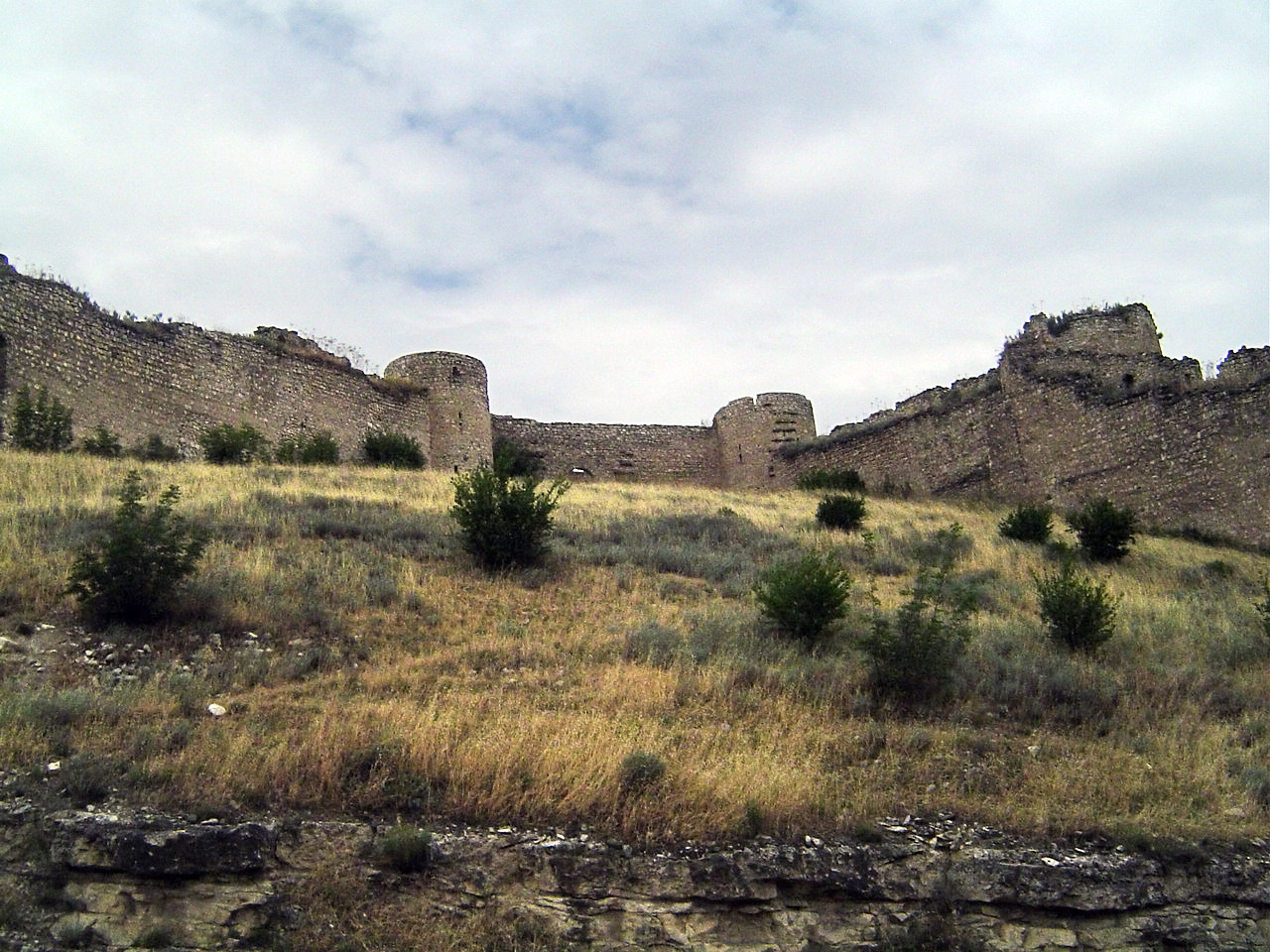
قلعهٔ مایرابرت

این قلعه در فاصلهٔ ۱۴ کیلومتری از استپاناکرت به سمت شمال شرق واقع است. سده‌ها پیش، این قلعه (سدهٔ هجدهم) و مناطق مسکونی اطراف مایرابرت نام گرفته بودند.
باروهای دوجداره و موقعیت مناسب آن مانعی فائق‌ناپذیر برای دشمنان ایجاد کرده بودند. برج‌هایی دیده‌بانی از طریق راهروهای تنگی با یکدیگر ارتباط داشتند. باروها از داخل حفره‌ها و محل پرتاب گلوله‌های سنگی و آتشین متعددی داشتند. ضخامت دیوارها به ۲ متر و ارتفاع آن به ۹ متر می‌رسد. باروهای این قلعه طلایه‌دار دره کارکار بیش از ۵/۱ کیلومتر امتداد داشته و به دفعات در هنگام دفاع از شوشی سپر نیرومند و مطمئنی بوده‌است.
صفحات حماسی متعددی از تاریخ ملت ارمنی در زیر دیوارهای مایرابرت نوشته شده‌است.